# ヨハン・ヴィルヘルム・ヴァインマン

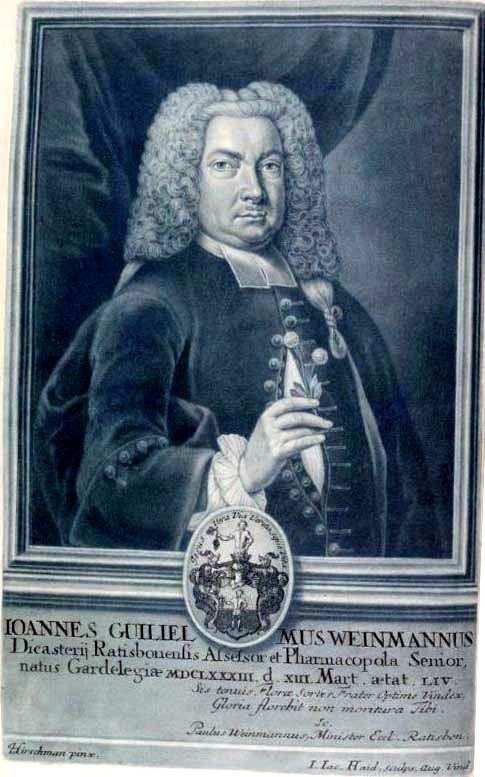
ヴァインマンの肖像
Phytanthoza iconographia

ヨハン・ヴィルヘルム・ヴァインマン（Johann Wilhelm Weinmann、日本ではワインマン、ウエインマンとも表記される、1683年3月13日 - 1741年）は、ドイツ（神聖ローマ帝国）の薬剤師、植物学者である。10年間をかけて大著『薬用植物図譜』（Phytanthoza iconographia）8巻を完成させた。

## 略歴
ガルデレーゲンに床屋の息子に生まれた。1710年にレーゲンスブルクまたはラティスボンに移り住んで、薬局の助手になった。最初に結婚した裕福な商人の娘が没した後、1712年にレーゲンスブルクに薬局を開いた。市の役人の娘と再婚し、倒産した薬局を買い取って商売を広げて財産を築いた。1722年に町議員、1725年に商業審議官、1733年に市の審議監になった。レーゲンスブルクに植物園を開き、1723年にCatalogus Alphabetico ordine exhibens Pharmacaを出版した。
ヴァインマンの『薬用植物図譜』は1737年から1745年の間に出版され、メゾチント印刷に手彩色された植物図版で数千の植物の1000以上の図版が収録された。江戸時代末期にブルマンによる蘭訳書が日本に伝わり、そのいくつかは、岩崎灌園が模写し『本草図譜』に加えられた。

## 『薬用植物図譜』の画像

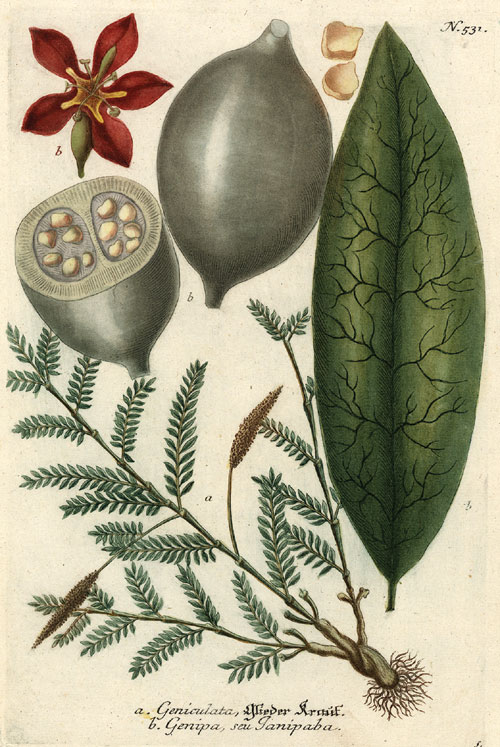
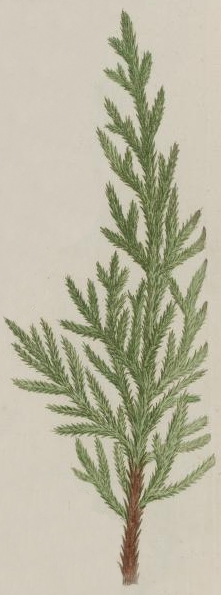
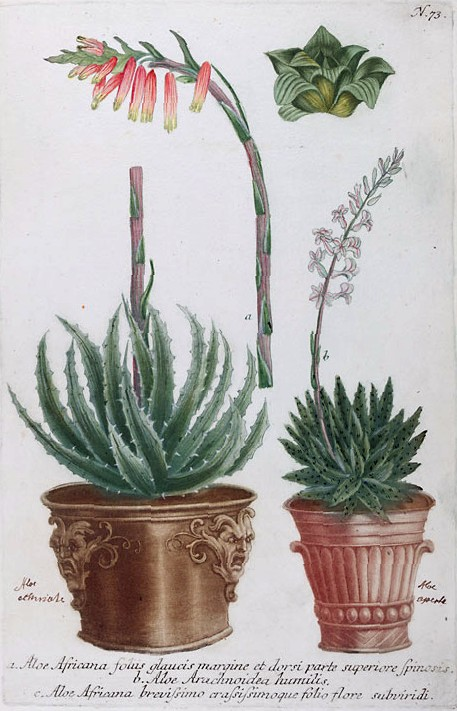
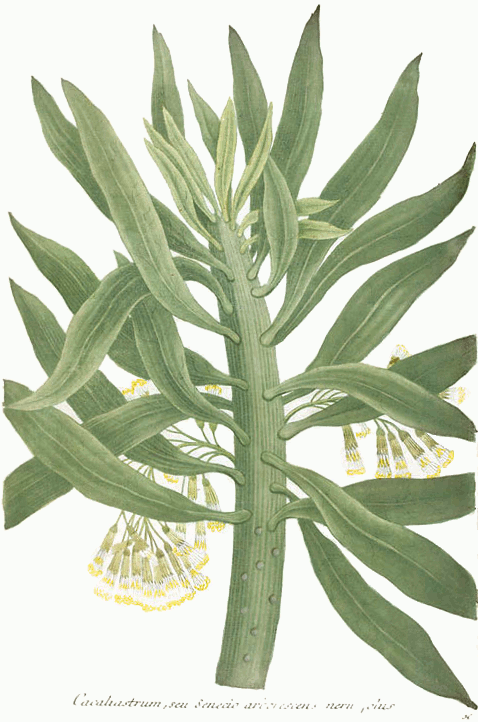

## 著作
- Catalogus Alphabetico ordine exhibens Pharmaca... (1723)
- Phytanthoza iconographia (1737-1745)